# Diplycosia caryophylloides
Diplycosia caryophylloides är en ljungväxtart som beskrevs av J. J. Smith. Diplycosia caryophylloides ingår i släktet Diplycosia och familjen ljungväxter. Utöver nominatformen finns också underarten D. c. longipes.